# 첸트랄레역
첸트랄레역(이탈리아어: Centrale FS)은 밀라노 지하철의 2호선과 3호선이 만나는 환승역이다. 1970년 4월 7일 2호선의 '카이아초 - 첸트랄레' 구간이 연장 개통되면서 문을 열었으며, 이후 1990년 5월 3일 3호선이 새롭게 개통되면서 환승역이 되었다.
이 역은 1971년 포르타 가리발디 역까지 연장되기 전까지 2호선의 종착역이었다. 또 1991년 손드리오 역까지 연장되기 전까지는 3호선의 종착역이기도 했다.
이 지하철 역은 밀라노 중앙역의 지하에 위치해 있다. 2호선과 3호선 역 모두 한 개의 터널에 선로 2개가 놓여있는 구조이며, 2호선 역이 3호선 역보다 더 깊은 곳에 위치해 있다. 이 역에서 피렐리 타워로 갈 수 있다.

## 환승
주요 환승 교통수단은 밀라노 첸트랄레 역과 버스 정류장이다.
역 근처에 ATM가 운영하는 트램, 트롤리버스, 버스 정류장이 있다.
- 철도역 (밀라노 첸트랄레)
- 트램 정거장 (Stazione Centrale M2 M3, 5, 9, 10번)
- 트램 정거장 (Stazione Centrale - P.za Duca d'Aosta M2 M3, 5, 10번)
- 트롤리버스 정류장 (P.za Luigi di Savoia, 90, 91, 92번)
- 버스 정류장
- 택시 정류장

## 시설
이 역에는 다음과 같은 시설이 있다.
- 장애인 승객을 위한 승차 시설
- 엘레베이터
- 에스컬레이터
- 승차권 자동 판매기
- 역 감시카메라

## 같이 보기
- 밀라노 첸트랄레역